# İstanbul Büyükşehir Belediyesi Spor Kulübü (voleibol masculino)
O İstanbul Büyükşehir Belediyesi Spor Kulübü , é um clube polidesportivo turco  da cidade de Istambul com destaque de voleibol. 

## Histórico
O İstanbul Büyükşehir Belediyesi Spor Kulübü foi fundado em 15 de junho de 1990 na gestão do Prefeito Nurettin Sozen com apoio da empresa İETT e İSKİ Spor Kulüplerinin.O clube começou a alcançar grandes sucessos e sua proeminência em 1994. Com o prefeito da época, Recep Tayyip Erdoğan, cada vez mais se afirmando, no cenário nacional e internacional, nomeado “Amatör Sporun Lokomotifi” de 1994 a 2000, sendo destaques os atletas: Hamza Yerlikaya, Hüseyin Özkan, Âdem Bereket, Hamide Bıkçın Tosun e Bahri Tanrıkulu, que representaram o país nos jogos olímpicos.
Na atualidade o Istanbul BBSK continua com seus mais de 100 treinadores profissionais no Complexo Esportivo Cebeci, que é o maior complexo esportivo da Europa devido ao seu apoio aos esportes amadores da região metropolitana de Istambul e sua missão e responsabilidade, aliados a ética e espiritualidade, orientando os jovens de maus hábitos por meio do esporte, formando e atraindo indivíduos virtuosos.
Possui cerca de 20 filiais, com mais de 40 mil atletas federados, somados no âmbito nacional e internacional, além do voleibol, desenvolve o atletismo, karatê, judô e luta greco-romana, estes ocupando o topo  no topo a cada ano ano, como o karatê que obteve os títulos europeus de clubes em 1996 e 1997, neste último ano obteve o mundial de clubes na modalidade, a equipe de wrestling  foi vice-campeã no Campeonato Europeu de Clube de 1996, obtendo o título em 1997, sendo o primeiro obtido pelo país, repetindo o feito no ano de 1998. o judô também não foi diferente obtendo dois títulos europeus na Chechênia.
No atletismo foi campeão em 1996, representando o país,  e participou no VI Campeonato de Cross Country.No futebol disputa a segunda divisão e no voleibol obteve resultados expressivos a nível nacional e europeu, além de desenvolver o tênis de mesa.

### Títulos conquistados
Liga dos Campeões
 Taça CEV
 Challenge Cup
- Campeão: 2008-09

 Balkan Volleyball Association Cup
- Campeão: 2008 e 2012

 Campeonato Turco
- Campeão: 2008-09
- Finalista: 2006-07,2009-10,2015-16
- Terceiro lugar:1997-98,2013-14, 2017-18

 Copa da Turquia
- Finalista: 1995-96,2000-01

 Supercopa Turca
- Campeão: 2009